# William H. Tunner
William H. Tunner (14. juli 1906 – 6. april 1983) var amerikansk generalløjtnant i United States Army Air Corps (USAAF) og senere United States Air Force (USAF).
General Tunner var kendt for sine organisatoriske evner som leder af store lufttransporter. 
Under anden verdenskrig gjorde han tjeneste i Air Transport Command (ATC), hvor han som oberst i 1944, blev ansvarlig for luftransporten af krigsmateriel fra Indien til Kina, hvor transportflyene skulle overflyve den østlige del af Himalaya-bjergene (The Hump), og senere virkede han som operationel chef i Military Air Transport Service (MATS) i forbindelse med luftbroen til Berlin i 1949 – 1951.
Tunner gjorde militærtjeneste fra 1924 til 1960, deltog i anden verdenskrig, Koreakrigen og blev blandt andet dekoreret med Distinguished Service Cross (DSC) og Bundesrepublik Deutschland das Große Verdienstkreuz mit Stern.